# Трактівське сільське поселення
Тра́ктівське сільське поселення (рос. Трактовское сельское поселение) — муніципальне утворення у складі Княжпогостського району Республіки Комі, Росія. Адміністративний центр — селище Тракт.

## Історія
30 вересня 1958 року селище Тракт отримало статус селища міського типу, Трактівська сільська рада перетворена у Трактівську селищну раду.
2 березня 1959 року Чорноріченська сільська рада увійшла до складу Вожайольської селищної ради.
26 травня 1965 року селище Весляна приєднано до селища Чорноріченський Вожайольської селищної ради.
20 грудня 1974 року ліквідовано селища Коїнський та ЦРММ Вожайольської селищної ради.
26 грудня 1991 року селище міського типу Вожайоль отримало статус селища, Вожайольську селищне раду перетворено у Вожайольську сільську раду. До її складу увійшли селища Вожайоль, Зимка та Чорноріченський.
14 липня 1992 року ліквідовано селище Зимка Вожайольської сільської ради, селище міського типу Тракт отримало статус селища. Трактівська сільська рада перетворена у Трактівську сільську раду. До її складу увійшли селища Лем'ю, Ракпас та Тракт.
21 травня 2004 року ліквідовано селище Лем'ю Трактівської сільської ради.
2012 року до складу сільського поселення була включена територія ліквідованого Вожайольського сільського поселення (селища Вожайоль, Чорноріченський).

## Населення
Населення — 1557 осіб (2017, 2105 у 2010, 3200 у 2002, 5758 у 1989).

## Склад
До складу поселення входять такі населені пункти:
| Населений пункт         | Населення, осіб (1989) | Населення, осіб (2002) | Населення, осіб (2010) |
| ----------------------- | ---------------------- | ---------------------- | ---------------------- |
| Вожайоль, селище        | 1420                   | 230                    | 135                    |
| Ракпас, селище          | 359                    | 1055                   | 665                    |
| Тракт, селище           | 2413                   | 1097                   | 764                    |
| Чорноріченський, селище | 1566                   | 818                    | 541                    |